# 아문디
아문디(Amundi)는 프랑스의 자산운용 회사이다. 2024년 기준 2.2조 유로의 운용 자산 (AUM)을 보유한 유럽 최대 자산운용사이며, 세계 10대 투자운용사 중 하나이다.
2010년 1월 1일 설립된 이 회사는 크레디 아그리콜 (크레디 아그리콜 자산운용, CAAM)과 소시에테 제네랄 (소시에테 제네랄 자산운용, SGAM)의 자산운용 부문 합병으로 탄생했다. 아문디 그룹은 2015년 11월부터 유로넥스트 증권 거래소에 상장되었다. 주요 주주는 크레디 아그리콜 S.A.이다.
법률적으로 아문디 그룹은 아문디 자산운용뿐만 아니라 자산운용 부문의 여러 다른 자회사를 소유하고 있으며, 특히 프랑스의 CPR 자산운용 (CPR AM)과 BFT 인베스트먼트 매니저스 (BFT IM)를 소유하고 있다. 2017년에 아문디 그룹은 우니크레디트의 자산운용 자회사인 파이오니어 인베스트먼트를 인수했고, 2021년에는 소시에테 제네랄의 자회사인 릭서 자산운용을 인수했다.
아문디는 다양한 자산운용 활동에 참여하고 있다. 이 회사는 특히 다양한 상호 펀드 (주식 관리, 채권 관리, 다각화된 관리, 구조화 상품 관리 및 재무 관리)를 통해 적극적인 관리에 참여하고 있으며, ETF 발행사 및 인덱스 펀드 매니저로서 수동적 운용에도 참여하고 있다. 또한 부동산 및 프라이빗에쿼티를 포함한 실물 및 대체투자 부문에서도 상품을 제공한다. 이들의 제안은 개인 투자자와 기관 투자자를 대상으로 하며, 집단 투자 또는 특정 위탁 형태로 제공된다. 프랑스에서 아문디는 프랑스 직원 저축 제도(épargne salariale) 분야에서의 활동으로 더 잘 알려져 있다. 이 회사는 또한 글로벌 경제 상황 및 주식 시장 발전에 대한 정기적인 간행물을 발행하는 연구 및 분석 부서를 운영하고 있다.
아문디 그룹은 유럽, 아시아, 미국 등 전 세계 여러 국가에 지사를 두고 있으며, 직간접적으로 약 1억 명의 개인 고객과 1,000곳의 기관 고객을 보유하고 있는 것으로 추정된다.

## 역사

### 기원
2008년 말, 크레디 아그리콜과 소시에테 제네랄은 각자의 자산운용 자회사를 새로운 회사로 합병하기로 결정했다. 이전에 이 두 자회사인 크레디 아그리콜 자산운용(CAAM)과 소시에테 제네랄 자산운용(SGAM)은 각각 채권 펀드, 주식 펀드, 대체 및 구조화 상품, 그리고 다양한 ETF로 구성된 UCITS 펀드를 관리해 왔다.
두 이해관계자 간에 2009년 1월 26일 예비 합의가 체결되었고, 이어서 2009년 7월 9일 최종 합의가 체결되어 크레디 아그리콜이 신설 회사의 75%를 소유하고 소시에테 제네랄이 25%를 소유하며, 당시 CAAM의 CEO였던 이브 페리에가 경영을 맡기로 했다. '아문디'라는 이름은 2009년 10월 23일 공식 발표되었다. 회사는 유럽 연합 집행위원회의 합병 승인을 받은 후 2010년 1월 1일 설립되었다. 두 팀의 합병은 2010년 내내 점진적으로 이루어졌으며, 전 세계적으로 260개의 일자리 감축과 위험관리 및 상업 유통 부문에서 약 60개의 새로운 일자리 창출로 이어졌다.
설립 전날 6,700억 유로의 운용 자산을 보유한 아문디는 AXA와 알리안츠에 이어 세 번째로 큰 유럽 자산운용사가 되었고, 전 세계 10대 자산운용사 중 하나가 되었다.

### 유럽 및 미국 내 개발
아문디의 펀드는 주로 주요 주주인 크레디 아그리콜, LCL (크레디 아그리콜의 자회사), 소시에테 제네랄 및 크레디 뒤 노르 (소시에테 제네랄의 자회사)의 은행 네트워크를 통해 유통되었으며, 초기에는 이들 네트워크가 아문디 순유입액의 70% 이상을 차지했으며, 나머지는 기관 투자자로부터 유입되었다. 회사는 시간이 지남에 따라 투자자 기반을 확장해 왔다. 2015년에는 운용 자산의 60% 이상이 이러한 은행 네트워크 외부에서 유입되었다.
2012년, 아문디는 자산운용사 TOBAM과 유통 계약을 맺고 회사 자본의 10.6%를 인수했다(2016년에는 20%로 증가).
2013년 6월, 아문디는 미국의 스미스 브리든 어소시에이츠(Smith Breeden Associates) 인수를 발표했으며, 이는 2013년 10월에 발효되었다. 달러화 채권 펀드 관리를 전문으로 하는 이 회사는 당시 약 64억 달러(49억 유로)를 관리했다. 이 거래의 결과로 스미스 브리든 어소시에이츠는 '아문디 스미스 브리든 LLC'로 이름이 바뀌었고, 아문디의 북미 사업 본부가 되었다.
2014년 10월, 아문디는 오스트리아 은행 바바크 PSK의 투자운용 자회사인 바바크 PSK 인베스트의 지분 100%를 인수하여 오스트리아 시장에 진출했다. 아문디 프랜차이즈에 편입된 바바크 PSK 인베스트는 78개 펀드를 통해 약 46억 유로의 자산을 운용한다. 이번 인수는 바바크 은행 PSK와의 계약을 포함하여 오스트리아 내 약 500개 지점 네트워크를 통해 아문디 펀드를 유통하는 내용이었다. 얼마 지나지 않아 아문디는 더블린에 본사를 두고 보스턴과 뉴욕에 지사를 둔 투자운용사인 클라인워트 벤슨 인베스터스의 지분 87.5%를 76억 유로의 자산과 함께 인수한다고 발표했다.
2014년, 크레디 아그리콜 S.A.는 소시에테 제네랄로부터 3억 3,750만 유로에 회사 자본의 5%를 인수하여 아문디 지분을 늘렸다. 이로써 크레디 아그리콜 S.A.는 아문디 자본의 80%를 지배하게 되었다.

### 기업공개
2015년 6월 17일, 크레디 아그리콜과 소시에테 제네랄은 연말 이전에 아문디를 주식시장에 상장할 의사를 발표했다. IPO를 통해 소시에테 제네랄은 회사 지분 20%를 매각하고 크레디 아그리콜은 5%를 매각하여, 아문디 전체 지분의 75%를 보유한 대주주로 남게 되었다. 아문디 그룹은 2015년 11월 12일 유로넥스트 증권 거래소에 시가총액 75억 유로로 상장되었다. 그룹 주식은 주당 45유로로 가격이 책정되었고 첫 거래 세션을 47유로를 약간 넘는 가격으로 마감했다. 언론은 2015년 여름 시장 혼란으로 인한 어려운 거래 환경에서 아문디의 상장 이전에 취소되어야 했던 Deezer와 오버튜어 테크놀로지스의 IPO와 대비되는 아문디 IPO의 성공을 강조했다.
2016년 12월, 아문디는 이탈리아 은행 우니크레디트의 자산운용 자회사인 파이오니어 인베스트먼트의 지분 100% 인수를 발표했다. 파이오니어 인베스트먼트는 35억 유로에 인수되었다. 이 거래는 6억 유로의 채권 발행과 크레디 아그리콜이 보증한 14억 유로의 증자를 통해 아문디가 15억 유로를 조달하여 이루어졌다. 이 거래의 결과로 크레디 아그리콜은 2017년 말 기준으로 아문디 자본의 70%만을 보유하게 되었는데, 이전에는 75%였다.
2017년 7월 3일 인수가 완료되면서 아문디는 2017년 3분기 동안 2,429억 유로의 운용 자산을 추가하여, 2017년 6월 말 1조 1,210억 유로였던 총 운용 자산을 9월 말 1조 4,000억 유로로 늘렸다. 이로써 아문디는 세계 8위 자산운용사가 되었다. 2017년 말, 아문디는 1조 4,260억 유로의 자산을 운용했다.
이 인수를 통해 아문디는 파이오니어 인베스트먼트가 이미 진출해 있던 이탈리아, 독일, 오스트리아에서 유통 네트워크를 확장하고 투자 관리 전문성을 확대할 수 있었다. 이탈리아는 프랑스 다음으로 아문디의 두 번째로 큰 시장이 되었다. 미국에서는 '파이오니어'라는 이름이 유지되었고 아문디와 합쳐져 새로운 브랜드인 '아문디 파이오니어'가 탄생했다.
인수 발표 당시 아문디는 전 세계 5,000명의 직원 중 450명 규모의 합병된 인력을 감축할 계획이라고 밝혔다.

### 새로운 인수 및 파트너십
2020년, 아문디는 사바델은행의 자회사인 스페인 기업 사바델 AM(운용 자산 220억 유로)의 지분 100%를 인수했다. 이 거래는 4억 3천만 유로에 진행되었으며, 스페인에서 아문디 펀드를 유통하기 위한 사바델은행과의 10년 계약을 포함했다. 같은 해 아문디는 중국은행의 자회사인 BOC 웰스 매니지먼트와 중국에서 파트너십을 시작하여 아문디(55%)와 BOC 웰스 매니지먼트(45%)가 공동 소유하는 "아문디 BOC 웰스 매니지먼트 컴퍼니 리미티드"라는 합작투자사를 설립했다.
2021년, 아문디는 소시에테 제네랄로부터 8억 2,500만 유로에 릭서 자산운용을 인수한다고 발표했다. 이 거래를 통해 아문디는 2021년 12월 31일 기준 릭서가 관리하는 1,480억 유로의 자산을 통합하게 되었다. 릭서의 ETF 운용 전문성은 아문디가 수동적 운용 사업을 발전시키고 블랙록에 이어 유럽에서 두 번째로 큰 ETF 제공업체가 될 수 있도록 했다. 릭서의 통합으로 아문디는 2021년 말까지 2조 유로의 운용 자산 임계점을 넘어섰다.

## 활동

### 자산운용
아문디의 사업은 개인 투자자, 기관투자자 또는 기업이 저축, 자본 및 재무를 통해 집단 또는 개인별로(위임 및 전용 펀드를 통해) 투자할 수 있는 투자 펀드를 관리하는 것을 포함하며, 그 돈의 관리를 아문디에 위임한다. 아문디의 핵심 사업은 "제3자를 위한 자산 관리"이며, 그룹의 매출(순은행수익)은 아문디가 관리하는 자산에 부과되는 수수료(주로 가입 수수료 및 연간 관리 수수료)로 구성된다. 아문디는 다양한 유형의 펀드를 관리하며, 여기에는 다양한 UCITS 펀드와 ETF뿐만 아니라 부동산 및 구조화 상품을 포함한 실물 및 대체 자산에 투자되는 펀드도 포함된다.

#### UCITS
아문디는 UCITS 펀드의 광범위한 포트폴리오를 관리하며, 이는 주로 두 가지 주요 범주로 나뉜다: 주식(주식형 펀드) 및 채권(채권형 펀드 및 머니 마켓 펀드). 이 두 가지 제품 라인 외에도 "다각화된 관리" 접근 방식을 사용하는 두 가지 횡단 부문이 있다. 이들은 동일한 펀드 내에서 다양한 자산 클래스(주식, 채권, 화폐 자산, 부동산)를 결합하고 "절대 수익" 투자 접근 방식을 사용한다. 절대 수익 투자는 머니 마켓 투자로 발생하는 성과와 같거나 그 이상의 연간 수익을 창출하는 것을 목표로 한다. UCITS 투자는 CAAM과 SGAM의 주요 전문 분야였으며, 이들 회사는 크레디 아그리콜과 소시에테 제네랄의 은행 네트워크를 통해 펀드로 자금을 유치할 수 있었다. 아문디 창립 이후, 그룹의 상호 펀드 포트폴리오는 크레디 아그리콜과 소시에테 제네랄의 은행 자문 네트워크뿐만 아니라 프랑스와 해외의 개인 또는 전문 투자자들에 의해 점점 더 많이 홍보되고 있다.

#### ETF
아문디는 ETF 판매를 통해 수동적 운용에도 참여하고 있다. 이 펀드들은 '아문디 ETF'라는 브랜드명으로 판매된다. 2017년 말 기준으로 그룹은 이 유형의 상품으로 380억 유로를 관리했다. 역사적으로 아문디의 ETF 사업은 아문디 설립 전인 2009년 말 65개의 ETF를 관리했던 CAAM의 자회사인 CASAM (크레디 아그리콜 구조화 자산운용)에서 유래했다. 2009년 SGAM의 ETF 상품군은 소시에테 제네랄의 자회사인 릭서 자산운용으로 이전되었다. 아문디 ETF는 두 가지 범주로 나뉘는 상품군을 제공한다: 주식 ETF(국가, 지역 또는 부문 시장 지수의 성과를 복제) 및 채권 ETF(국채 또는 회사채의 성과를 복제).

#### 실물 및 대체 자산
2016년 9월까지 아문디는 모든 부동산, 사모 부채, 프라이빗에쿼티 및 기반 시설 투자를 "실물 및 대체 자산" 전용 단일 플랫폼으로 옮겼다. 이 사업 부문 창설로 340억 유로의 운용 자산이 모였으며, 2020년까지 운용 자산 700억 유로 달성을 목표로 했다. 이 부문은 주로 부동산 투자로 구성된다. 플랫폼 출시 이후 아문디가 인수한 건물 중에는 파리의 라데팡스 비즈니스 지구에 있는 건물들이 있으며, 여기에는 쾨르 데팡스 (2017년 크레디 아그리콜 아수랑스와 프리모니알 REIM과의 파트너십으로 인수) 및 에클라 타워 (2017년 프리모니알 REIM과의 파트너십으로 설계 단계에서 인수)가 포함된다. 아문디의 부동산 보유 자산은 부동산 투자 수단으로 구성되어 있으며, 이 중 가장 중요한 "OPCIMMO"는 2011년에 출시되었다. 사모 펀드 부문에서 아문디는 비상장 기업 지분 인수를 목표로 하는 자회사인 아문디 사모 펀드(Amundi Private Equity Funds)를 설립했다. 이 회사는 기업에 부채 및 지분 자금 조달을 모두 제공한다. 2017년 자산운용사가 출시한 한 채권 펀드는 금융 언론에 따르면 이탈리아에 보관된 햄과 파르메산의 실물 재고로 뒷받침되었다. 기반 시설 투자 분야에서 아문디는 프랑스 에너지 공급업체인 프랑스 전력공사 (EDF)와 파트너십을 맺고, 아문디가 60%, EDF가 40%를 소유하는 자회사인 '아문디 트랜지션 에네르제티크(Amundi Transition Energétique)'를 설립하여 신재생 에너지 관련 프로젝트에 자금을 조달했다. 2017년 아문디는 또한 프랑스 원자력 및 대체에너지 위원회와 파트너십을 맺고 아문디 사모 펀드가 40%를 소유하는 '슈퍼노바 인베스트(Supernova Invest)'라는 회사를 설립하여 프랑스 내 기술 혁신 프로젝트에 투자했다.

#### 사회 책임 투자
2018년, 아문디는 사회 책임 투자 (SRI) 실천 활동을 발전시켰다. 2018년 3월, 아문디는 세계은행 그룹의 일원인 국제 금융 공사와 협력하여 신흥 시장 국가에 초점을 맞춘 녹색 채권을 출시했다. 출시 당시 14억 2천만 달러의 자산을 보유한 이 상품은 세계 최대 규모의 녹색 채권 펀드이다. 2018년 10월, 아문디는 또한 모든 투자를 환경, 사회, 기업 지배구조 (ESG) 기준에 맞추는 것을 목표로 하는 '2021 액션 플랜'을 발표했다. 2021년까지 그룹의 운용 자산 100%가 ESG 기준에 따라 투자될 것이다. 이는 아문디가 2010년 출시 당시 5%(320억 유로)였던 것과 2018년 계획 발표 당시 19%(2800억 유로)와 비교된다. 이 계획의 일환으로 아문디는 주주인 기업의 연례 총회에 참여할 때 투표 정책에 ESG 기준을 고려할 것을 약속했다.
2022년 12월 현재 아문디는 책임 투자 분야에서 9114억 5천만 달러의 운용 자산을 보유하고 있다.

### 연구 및 금융 분석
아문디는 운용 활동 외에도 시장 분석 및 세계 경제 상황 연구를 위한 전담 연구 부서를 두고 있다. 2022년에 회사는 경제 연구, 시장 전략 및 자산 배분 자문 부서를 "아문디 인스티튜트"라는 단일 부서로 통합한다고 발표했다. 이 부서는 파스칼 블랑케(Pascal Blanqué)가 이끌고 있다.
이 그룹은 아문디 리서치 센터 웹사이트에 프랑스어와 영어로 무료 및 공개 접근 경제 연구를 게시한다. 매월 아문디는 웹사이트에 '크로스 자산 투자 전략'이라는 월간 보고서를 발행한다. 아문디는 또한 다양한 외부 연사가 거시 경제 주제를 논의하는 연례 컨퍼런스인 '아문디 세계 투자 포럼'을 개최한다. 2018년에는 재닛 옐런 전 연방준비제도 이사회 의장의 참석으로 이 포럼이 특히 주목받았다.
아문디는 또한 투자 관리 활동을 지원하기 위해 외부 금융 분석을 활용한다. 2018년 1월 발효된 유럽 지침 MIFID II의 맥락에서, 자산운용사는 이러한 유형의 비용에 대해 고객에게 더 투명하게 공개해야 한다. 아문디는 외부 연구 비용을 고객에게 전가하지 않고 직접 부담하기로 결정했다.

### 서비스
아문디는 또한 2016년 '아문디 서비스'를 출시했으며, 2021년 3월 '아문디 테크놀로지'로 이름을 변경했다. 이 부문은 다른 자산운용 회사와 기관 투자자에게 서비스를 제공하는 것을 목표로 한다. 이 서비스는 블랙록의 '알라딘' 플랫폼에서 영감을 받았으며, ALTO(아문디 선도 기술 및 운영)라고 불리는 SaaS 방식의 포트폴리오 관리 시스템을 고객에게 제공한다. ALTO는 모든 프론트 및 미들 오피스 기능을 포함한다: 투자 결정, 매수 및 매도 주문, 투자 규칙 검증, 위험 지표 계산, 성과 모니터링 및 고객용 팩트시트 생성. 2021년, 아문디는 BNY 멜론과 파트너십을 맺고 BNY 멜론이 개발한 'OMNI' 도구를 아문디 테크놀로지의 서비스에 통합하여 주로 미국과 영국에 기반을 둔 고객에게 제공한다고 발표했다.
2021년, 아문디는 아문디 테크놀로지 도구가 24개의 고객사(투자 회사)에서 사용되고 있으며, 이 중 11곳은 2020년에 가입했다고 밝혔다. 이들 고객 중에는 골드만삭스 펀드 솔루션이 포함되어 있으며, 아문디 테크놀로지는 2018년부터 이 회사의 양적 및 대체 관리 상품을 관리, 모니터링 및 감독해 왔다. 다른 ALTO 사용자로는 2020년부터 Asteria Investment Managers와 2022년부터 BNY Mellon이 있다.

## 자회사 및 파트너십

### 프랑스 내
아문디는 프랑스에 여러 자산운용 자회사를 소유하고 있다.
CPR 자산운용 (CPR AM)은 아문디가 전액 소유한 자산운용 회사이다. 이 회사는 2000년 크레디 아그리콜 인도수예즈가 인수한 이전 파리 재할인 회사(Compagnie parisienne de réescompte)에서 유래하여 크레디 아그리콜 자산운용(CAAM)의 자회사였다. CPR AM은 주식 및 고정 수입 상품에 투자된 다양한 UCITS 펀드를 제공하며, 주로 기관투자자와 웰스 매니지먼트 전문가로 구성된 고객층을 대상으로 한다. 2015년 아문디는 CPR AM이 테마 주식 투자 전문 센터가 될 것이라고 발표하고 운용 자산(AUM) 중 24억 유로를 자회사로 이전했다. 2021년 말, CPR AM은 640억 유로의 운용 자산을 관리했다.
BFT 인베스트먼트 매니저스 (BFT IM)는 2011년 크레디 아그리콜이 자회사 BFT Gestion을 그룹으로 이전한 이후 아문디가 전액 소유하고 있는 프랑스의 자산운용 회사이다. 2015년 BFT Gestion은 이름을 변경하여 BFT 인베스트먼트 매니저스가 되었다. BFT IM은 주로 기관 투자자와 기업으로 구성된 고객층을 대상으로 주식 또는 고정 수입 상품에 투자하는 다양한 상호 펀드를 제공한다. 2021년 말, BFT IM은 390억 유로의 운용 자산을 관리했다.
릭서 자산운용 또한 2021년부터 아문디의 자회사이다. 이 회사는 ETF 운용뿐만 아니라 헤지펀드 서비스를 포함한 대체투자를 전문으로 한다. 2021년 말 기준, 릭서 자산운용은 1,480억 유로의 자산을 운용했다.
프랑스에서 아문디는 CAAM과의 합병 당시 SGAM으로부터 물려받은 두 자회사도 소유하고 있다. 이들은 에투알 제스티옹(크레디 뒤 노르 네트워크와 연결됨)과 소시에테 제네랄 제스티옹이다. 아문디는 또한 TOBAM의 지분 20%와 Tikehau의 지분 3.2%를 소유하고 있다.

### 해외 지사
아문디는 파리, 런던, 도쿄, 보스턴, 더블린, 밀라노에 전 세계 6개의 자산운용 플랫폼을 보유하고 있다.
아문디는 투자 상품을 현지에서 유통하기 위해 대부분의 유럽 국가에 사무실을 두고 있다. 그룹은 룩셈부르크 (아문디 룩셈부르크), 스위스 (아문디 스위스, 제네바 및 취리히에 지사), 독일 (아문디 도이칠란트 GmbH, 프랑크푸르트 및 뮌헨에 지사), 오스트리아 (아문디 오스트리아 GmbH), 이탈리아 (아문디 SGR SpA), 스페인 (아문디 이베리아 SGIIC)에 자회사를 두고 있다. 룩셈부르크에서 아문디는 투자 펀드 유통 플랫폼인 펀드 채널의 지분 50.04%를 보유하고 있으며, 이는 BNP 파리바와 함께하는 합작투자이며 BNP 파리바는 회사 지분 49.96%를 소유하고 있다.

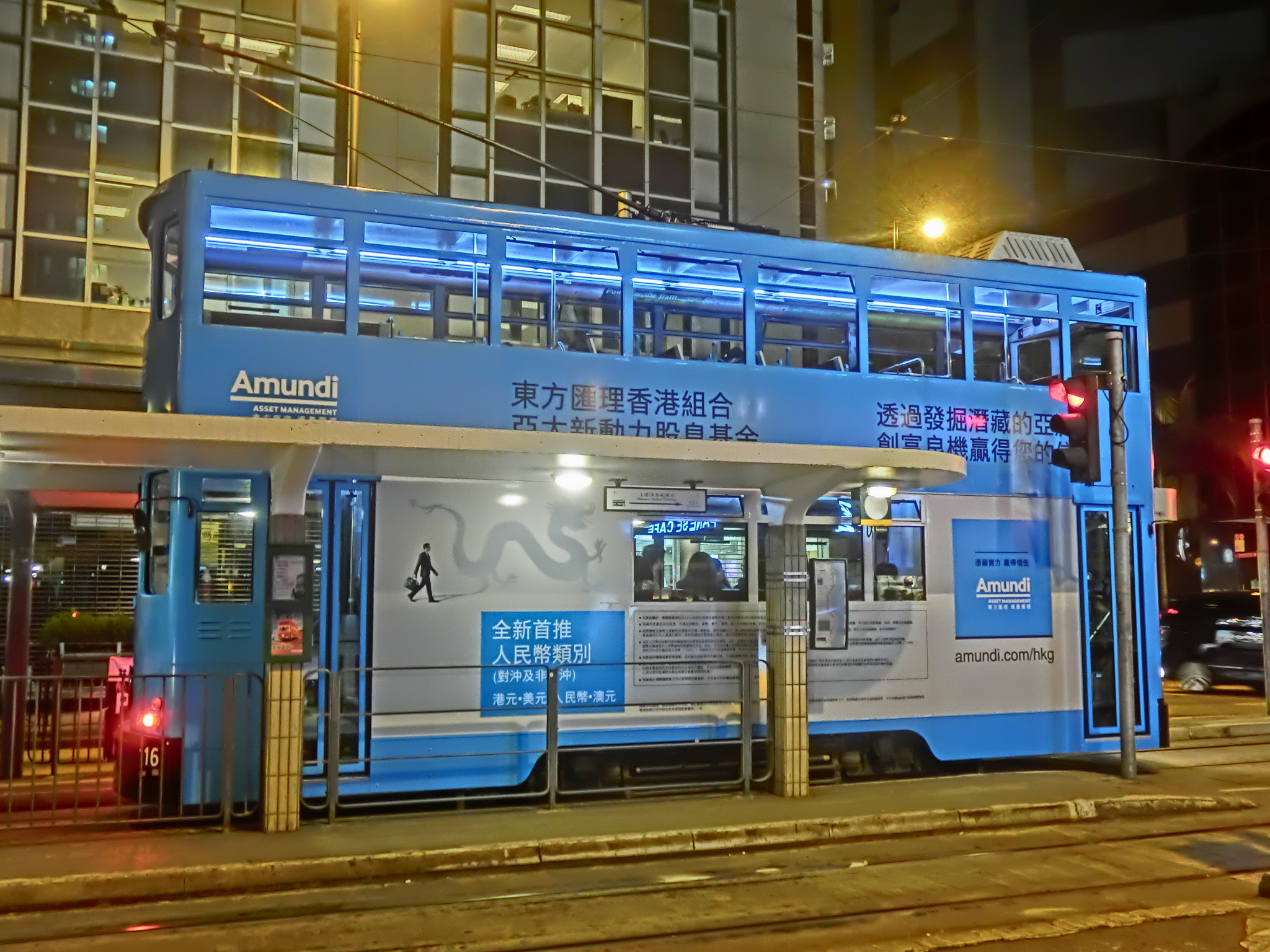
홍콩 트램에 부착된 아문디 광고

아시아 태평양 지역은 유럽 외 아문디의 주요 시장이며, 그룹은 2004년 SGAM의 레조나 자산운용 인수로 일본에 자회사 (아문디 재팬)를 소유하고 있다. 아문디는 홍콩 (아문디 홍콩 리미티드), 중화민국 (아문디 타이완 리미티드), 싱가포르 (아문디 싱가포르 리미티드), 태국 (아문디 뮤추얼 펀드 브로커리지 증권 (태국) 컴퍼니 리미티드), 말레이시아 (아문디 말레이시아 Sdn Bhd) 및 오스트레일리아 (아문디 자산운용 오스트레일리아 Ltd)에 다른 자회사들을 보유하고 있다. 아문디는 또한 현지 금융 플레이어와의 합작투자를 통해 아시아 대륙의 다른 네 지역에도 진출해 있다. 중국에서 아문디는 중국농업은행과 크레디 아그리콜 간의 파트너십으로 탄생한 자산운용 회사인 ABC-CA 펀드 매니지먼트의 지분 33.3%와 중국은행의 자회사인 BOC 웰스 매니지먼트와 공동 소유하는 아문디 BOC 웰스 매니지먼트 컴퍼니 리미티드의 지분 55%를 보유하고 있다. 인도에서 그룹은 인디아스테이트은행과 파트너십을 맺은 자산운용 회사인 SBI 뮤추얼 펀드의 지분 37%를 소유하고 있다 (SGAM이 물려받은 파트너십). 대한민국에서 아문디는 한국의 농협금융그룹이 60%를 소유한 자산운용 회사인 NH-아문디 자산운용의 지분 40%를 소유하고 있다. 2020년, 아시아에서 아문디가 관리하는 총 운용 자산은 거의 3천억 유로에 달했다.
미국에서 아문디는 스미스 브리든 어소시에이츠 인수 결과로 더럼에 사무실을 두고 있다. 하지만 그룹의 주요 미국 본사는 보스턴에 있으며, 자회사인 아문디 파이오니어가 이곳에 기반을 두고 있다. 아문디 파이오니어는 아문디의 북미 사업을 이끈다. 그룹은 또한 몬트리올 (아문디 캐나다 Inc.)에도 지사를 두고 있다. 라틴아메리카에서 아문디는 멕시코와 칠레에 사무실을 두고 있으며, 이들 모두 아문디 이베리아 SGIIC와 제휴하고 있으며, 아르헨티나에도 지사를 두고 있다.
마그레브와 중동에서 아문디는 모로코에 부동산 투자 전용 지사 (아문디 인베스트먼트 모로코)를 두고 있다. 그룹은 또한 모로코에 본사를 둔 와파 제스티옹의 지분 34%를 소유하고 있다. 또한 그룹은 아르메니아 (아문디 ACBA)에 사무실과 아랍에미리트의 아부다비와 두바이에 두 개의 지점을 두고 있다.

## 스폰서십
2021년 2월, 아문디는 미국 LPGA가 운영하는 가장 수익성 높은 여성 프로 투어에서 인정하는 5대 메이저 챔피언십 중 하나인 프랑스에서 열리는 여자 골프 대회 에비앙 챔피언십의 타이틀 스폰서가 되었다고 발표했다. 스폰서십 계약은 5년간이다.

## 주요 재무 정보
| 연도   | 2010  | 2011  | 2012  | 2013  | 2014  | 2015  | 2016  | 2017  | 2018  | 2019  | 2020  | 2021  |
| ------ | ----- | ----- | ----- | ----- | ----- | ----- | ----- | ----- | ----- | ----- | ----- | ----- |
| 수익   | 1,448 | 1,370 | 1,456 | 1,438 | 1,540 | 1,656 | 1,694 | 2,301 | 2,582 | 2,707 | 2,595 | 3,204 |
| EBITDA | 609   | 629   | 700   | 665   | 730   | 773   | 816   | 1,128 | 1,251 | 1,331 | 1,255 | 1,670 |
| 순이익 | 403   | 422   | 485   | 450   | 488   | 528   | 568   | 681   | 855   | 959   | 910   | 1,369 |